# Cosoryx
Genre
Cosoryx est un genre fossile d’herbivores terrestres de la famille des Antilocapridae,  vivant en Amérique du Nord du Miocène, entre −13 millions d’années et −5 millions d’années.

## Liste d'espèces
- Cosoryx cerroensis,
- Cosoryx furcatus,
- Cosoryx ilfonsensis

## Description
Cosoryx étaient des petites antilocapres à cornes fourchues.

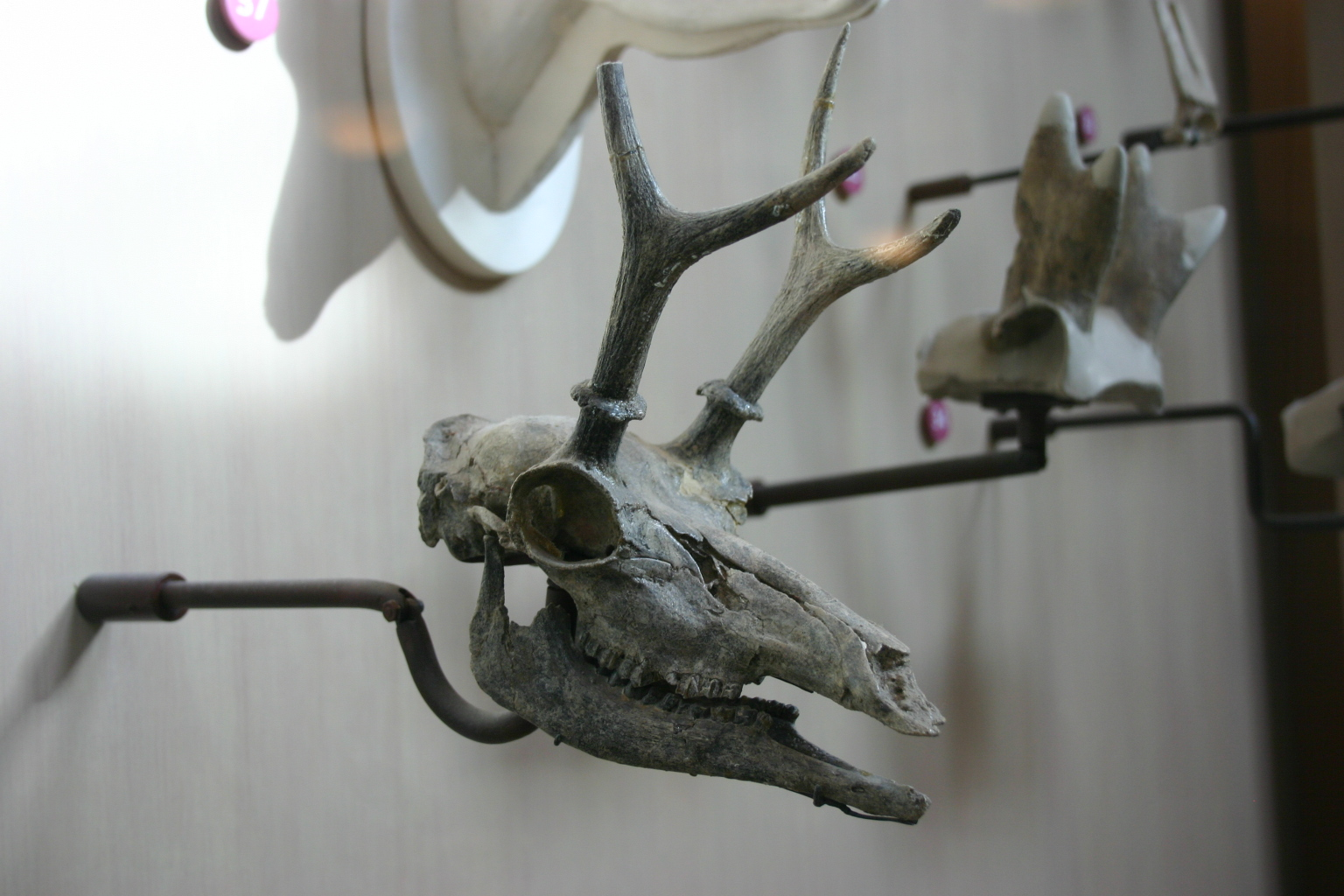
Crâne de Cosoryx furcatus

## Occurrence
Au total, une centaine de spécimens fossiles ont été découverts dans l'Ouest des États-Unis, au Canada[réf. nécessaire] et au Mexique. 